# Cerro Zacatón
Cerro Zacatón är en ort i Mexiko.   Den ligger i kommunen Malinaltepec och delstaten Guerrero, i den sydöstra delen av landet, 260 km söder om huvudstaden Mexico City. Cerro Zacatón ligger 1 075 meter över havet och antalet invånare är 124.
Terrängen runt Cerro Zacatón är kuperad västerut, men österut är den bergig. Runt Cerro Zacatón är det ganska glesbefolkat, med 42 invånare per kvadratkilometer. Närmaste större samhälle är Malinaltepec, 18,7 km nordost om Cerro Zacatón. I omgivningarna runt Cerro Zacatón växer huvudsakligen savannskog.